# 第203回国会
第203回国会（だい203かいこっかい）とは、2020年（令和2年）10月26日に召集された臨時国会。会期は同年12月5日までの41日間。

## 各党・会派の議席数
| 計465、2020年（令和2年）12月5日時点 - 自由民主党・無所属の会 - 283 - 立憲民主党・社民・無所属 - 113 - 公明党 - 29 - 日本共産党 - 12 - 日本維新の会・無所属の会 - 11 - 国民民主党・無所属クラブ - 10 - 無所属 - 7 - 欠員 - 0 | 計245、2020年（令和2年）12月5日時点 - 自由民主党・国民の声 - 114 - 立憲民主・社民 - 44 - 公明党 - 28 - 日本維新の会- 16 - 国民民主党・新緑風会 - 15 - 日本共産党 - 13 - 沖縄の風 - 2 - れいわ新選組 - 2 - 碧水会 - 2 - みんなの党 - 2 - 各派に属しない議員 - 7 - 欠員 - 0 |

## 主な審議議案

### 閣法（内閣提出法律案）
| 提出回次 | 番号 | 議案件名                                                                                           | 結果 | 成立日   | 備考 |
| -------- | ---- | -------------------------------------------------------------------------------------------------- | ---- | -------- | ---- |
| 201      | 37   | 種苗法の一部を改正する法律案                                                                       | 成立 | 12月2日  |      |
| 201      | 56   | 平成三十二年東京オリンピック競技大会・東京パラリンピック競技大会特別措置法等の一部を改正する法律案 | 成立 | 11月27日 |      |
| 203      | 1    | 予防接種法及び検疫法の一部を改正する法律案                                                         | 成立 | 12月2日  |      |
| 203      | 2    | 被災者生活再建支援法の一部を改正する法律案                                                         | 成立 | 11月30日 |      |
| 203      | 3    | 郵便法及び民間事業者による信書の送達に関する法律（信書便法）の一部を改正する法律案                 | 成立 | 11月27日 |      |
| 203      | 4    | 特定水産動植物等の国内流通の適正化等に関する法律案                                                 | 成立 | 12月4日  |      |

### 衆法（衆議院議員提出法律案）
| 提出回次 | 番号 | 議案件名                                                                                             | 結果 | 成立日  | 備考 |
| -------- | ---- | --- | ---- | ------- | ---- |
| 201      | 26   | 労働者協同組合法案                                                                                   | 成立 | 12月4日 |      |
| 203      | 4    | 特定非営利活動促進法の一部を改正する法律案                                                           | 成立 | 12月2日 |      |
| 203      | 5    | 交通政策基本法及び国土強靱化基本法の一部を改正する法律案                                             | 成立 | 12月2日 |      |
| 203      | 6    | スポーツ振興投票の実施等に関する法律及び独立行政法人日本スポーツ振興センター法の一部を改正する法律案 | 成立 | 12月2日 |      |

### 条約
| 提出回次 | 番号 | 議案件名                                                                                   | 結果     | 成立日  | 備考 |
| -------- | ---- | ------------------------------------------------------------------------------------------ | -------- | ------- | ---- |
| 203      | 1    | 包括的な経済上の連携に関する日本国とグレートブリテン及び北アイルランド連合王国との間の協定 | 両院承認 | 12月3日 |      |

## 今国会の動き

### 召集前
- 9月16日 - 自民党総裁の菅義偉が衆参両院の本会議における内閣総理大臣指名選挙で指名され[3]、皇居での親任式を経て、第99代内閣総理大臣に就任し、菅義偉内閣が正式に発足した[4]。

### 会期中
- 10月26日 - 召集。
  - 開会式[5]。天皇が「お言葉」を述べた[注釈 1]。
  - 衆議院と参議院の本会議で、菅義偉内閣総理大臣の所信表明演説[注釈 2]が行われた[6]。
  - 無所属の初鹿明博衆議院議員が議員辞職。
- 10月28日
  - 代表質問1日目
    - 衆議院本会議で、立憲民主党の枝野幸男代表と泉健太政務調査会長、自由民主党の野田聖子幹事長代行が質疑を行った[7]。
- 10月29日
  - 代表質問2日目
    - 衆議院本会議で、公明党の斉藤鉄夫幹事長と日本共産党の志位和夫委員長、日本維新の会の馬場伸幸幹事長が質疑を行った[8]。
    - 参議院本会議で、立憲民主党の福山哲郎幹事長、自由民主党の世耕弘成参議院幹事長が質疑を行った[9]。
- 10月30日
  - 代表質問3日目
    - 参議院本会議で、公明党の山口那津男代表、日本維新の会の片山虎之助共同代表、国民民主党の小林正夫参議院議員会長、日本共産党の小池晃書記局長、立憲民主党の水岡俊一参議院議員会長、磯﨑仁彦参議院政策審議会長代理が質疑を行った[10]。
- 11月5日 - 初鹿明博の議員辞職に伴い、衆議院比例東京ブロックにて次点の松尾明弘が繰り上げ当選。
- 11月29日 - 国会開設130周年。参議院本会議場で議会開設130年記念式典[11]。
- 12月5日 - 会期末。

### 会期後
- 12月22日
  - NHKから国民を守る党が党名をNHKから自国民を守る党へ変更。
  - 自由民主党の吉川貴盛衆議院議員が体調不良を理由に議員辞職。
- 12月27日 - 立憲民主党の羽田雄一郎参議院議員が死去。

その後、第204回国会へ。

## 委員会・審査会・調査会
| 委員会・審査会                                     | 委員長・会長 | 所属会派                 |
| -------------------------------------------------- | ------------ | ------------------------ |
| 内閣委員会                                         | 木原誠二     | 自由民主党・無所属の会   |
| 総務委員会                                         | 石田祝稔     | 公明党                   |
| 法務委員会                                         | 義家弘介     | 自由民主党・無所属の会   |
| 外務委員会                                         | 阿部俊子     | 自由民主党・無所属の会   |
| 財務金融委員会                                     | 越智隆雄     | 自由民主党・無所属の会   |
| 文部科学委員会                                     | 左藤章       | 自由民主党・無所属の会   |
| 厚生労働委員会                                     | 渡嘉敷奈緒美 | 自由民主党・無所属の会   |
| 農林水産委員会                                     | 高鳥修一     | 自由民主党・無所属の会   |
| 経済産業委員会                                     | 富田茂之     | 公明党                   |
| 国土交通委員会                                     | 赤間二郎     | 自由民主党・無所属の会   |
| 環境委員会                                         | 石原宏高     | 自由民主党・無所属の会   |
| 安全保障委員会                                     | 若宮健嗣     | 自由民主党・無所属の会   |
| 国家基本政策委員会                                 | 浜田靖一     | 自由民主党・無所属の会   |
| 予算委員会                                         | 金田勝年     | 自由民主党・無所属の会   |
| 決算行政監視委員会                                 | 馬淵澄夫     | 立憲民主党・社民・無所属 |
| 議院運営委員会                                     | 高木毅       | 自由民主党・無所属の会   |
| 懲罰委員会                                         | 福田昭夫     | 立憲民主党・社民・無所属 |
| 災害対策特別委員会                                 | 金子恭之     | 自由民主党・無所属の会   |
| 政治倫理の確立及び公職選挙法改正に関する特別委員会 | 川崎二郎     | 自由民主党・無所属の会   |
| 沖縄及び北方問題に関する特別委員会                 | 西村智奈美   | 立憲民主党・社民・無所属 |
| 北朝鮮による拉致問題等に関する特別委員会           | 古川禎久     | 自由民主党・無所属の会   |
| 消費者問題に関する特別委員会                       | 永岡桂子     | 自由民主党・無所属の会   |
| 科学技術・イノベーション推進特別委員会             | 田嶋要       | 立憲民主党・社民・無所属 |
| 東日本大震災復興特別委員会                         | 根本匠       | 自由民主党・無所属の会   |
| 原子力問題調査特別委員会                           | 渡辺博道     | 自由民主党・無所属の会   |
| 地方創生に関する特別委員会                         | 伊東良孝     | 自由民主党・無所属の会   |
| 憲法審査会                                         | 細田博之     | 自由民主党・無所属の会   |
| 情報監視審査会                                     | 松野博一     | 自由民主党・無所属の会   |
| 政治倫理審査会                                     | 森英介       | 自由民主党・無所属の会   |

| 委員会・審査会・調査会                       | 委員長・会長 | 所属会派             |
| -------------------------------------------- | ------------ | -------------------- |
| 内閣委員会                                   | 森屋宏       | 自由民主党・国民の声 |
| 総務委員会                                   | 浜田昌良     | 公明党               |
| 法務委員会                                   | 山本香苗     | 公明党               |
| 外交防衛委員会                               | 長峯誠       | 自由民主党・国民の声 |
| 財政金融委員会                               | 佐藤信秋     | 自由民主党・国民の声 |
| 文教科学委員会                               | 太田房江     | 自由民主党・国民の声 |
| 厚生労働委員会                               | 小川克巳     | 自由民主党・国民の声 |
| 農林水産委員会                               | 上月良祐     | 自由民主党・国民の声 |
| 経済産業委員会                               | 有田芳生     | 立憲民主・社民       |
| 国土交通委員会                               | 江崎孝       | 立憲民主・社民       |
| 環境委員会                                   | 長浜博行     | 立憲民主・社民       |
| 国家基本政策委員会                           | 大塚耕平     | 国民民主党・新緑風会 |
| 予算委員会                                   | 山本順三     | 自由民主党・国民の声 |
| 決算委員会                                   | 野村哲郎     | 自由民主党・国民の声 |
| 行政監視委員会                               | 野田国義     | 立憲民主・社民       |
| 議院運営委員会                               | 水落敏栄     | 自由民主党・国民の声 |
| 懲罰委員会                                   | 室井邦彦     | 日本維新の会         |
| 災害対策特別委員会                           | 新妻秀規     | 公明党               |
| 沖縄及び北方問題に関する特別委員会           | 鈴木宗男     | 日本維新の会         |
| 政治倫理の確立及び選挙制度に関する特別委員会 | 松村祥史     | 自由民主党・国民の声 |
| 北朝鮮による拉致問題等に関する特別委員会     | 山谷えり子   | 自由民主党・国民の声 |
| 政府開発援助等に関する特別委員会             | 松下新平     | 自由民主党・国民の声 |
| 地方創生及び消費者問題に関する特別委員会     | 石井浩郎     | 自由民主党・国民の声 |
| 東日本大震災復興特別委員会                   | 杉尾秀哉     | 立憲民主・社民       |
| 国際経済・外交に関する調査会                 | 鶴保庸介     | 自由民主党・国民の声 |
| 国民生活・経済に関する調査会                 | 芝博一       | 立憲民主・社民       |
| 資源エネルギーに関する調査会                 | 宮澤洋一     | 自由民主党・国民の声 |
| 憲法審査会                                   | 林芳正       | 自由民主党・国民の声 |
| 情報監視審査会                               | 藤井基之     | 自由民主党・国民の声 |
| 政治倫理審査会                               | 金子原二郎   | 自由民主党・国民の声 |